# Сиссоко, Мусса
Мусса́ Сиссоко́ (фр. Moussa Sissoko; род. 16 августа 1989, Ле-Блан-Мениль, Франция) — французский футболист, полузащитник клуба «Уотфорд». Выступал за сборную Франции.

## Карьера

### Клубная
Сиссоко начал заниматься футболом в клубе «Эсперанс Ольне» из северо-восточного пригорода Парижа Ольне-су-Буа. В 2000 году он перешёл в юношескую команду парижского «Ред Стар», после двухлетнего пребывания в которой оказался в системе подготовки «Тулузы». Выступая в различных турнирах за юношеские команды, а также любительский состав «Тулузы» Сиссоко показал себя перспективным игроком; однако, несмотря на интерес к своей персоне со стороны «Болтона» и «Ливерпуля», в январе 2007 года молодой нападающий подписал свой первый профессиональный контракт с «Тулузой». В составе основной команды Сиссоко получил 22-й номер.
Первым матчем в чемпионатах Франции для Муссы Сиссоко стал выездной поединок стартового тура турнира против «Валансьена»; футболист появился на замену на 66-й минуте. По итогам сезона «Тулуза» с трудом избежала вылета, а Сиссоко закрепился в основном составе команды, сыграв 30 матчей в чемпионате и забив гол в матче 7-го тура против «Осера». 25 июля 2008 года контракт Сиссоко с клубом был продлён до 2012 года.
Дебют Сиссоко в еврокубках пришёлся на первый матч третьего квалификационного раунда Лиги чемпионов 2007/08. В матче против «Ливерпуля», состоявшемся 15 августа 2007 года, полузащитник появился на поле на 83-й минуте и успел за отведённый ему отрезок игрового времени получить жёлтую карточку. Оба матча противостояния с «Ливерпулем» «Тулуза» проиграла, так что Сиссоко в том сезоне довелось поиграть и в Кубке УЕФА. Полузащитник выходил на замену в матчах группового турнира против «Цюриха» и московского «Спартака».
21 января 2013 года было объявлено о том, что Сиссоко подписал контракт с клубом Премьер-лиги «Ньюкасл Юнайтед» сроком на 6,5 лет. Также было объявлено о том, что в составе «сорок» француз будет выступать под номером 7. За свой новый клуб Мусса дебютировал 29 января 2013 года в матче против «Астон Виллы», где Сиссоко сделал 1 голевую передачу, а «Ньюкасл» победил со счетом 2-1. В своём втором матче за «сорок» и первом на «Сент-Джеймс Парк» Сиссоко записал на свой счет сразу 2 мяча, благодаря чему «Ньюкасл» одержал волевую победу над «Челси» со счетом 3-2.
31 августа 2016 года Мусса Сиссоко перебрался в лондонский «Тоттенхэм Хотспур». Сумма сделки составила 30 млн фунтов, что стало новым трансферным рекордом для «шпор».
1 июля 2022 года вернулся во Францию, подписав контракт с клубом «Нант», рассчитанный до 2024 года.

### В сборной
Сиссоко в разное время играл за все юношеские сборные Франции, начиная с возраста до 16 лет, за которую провёл два товарищеских матча против сверстников из Турции. Со сборной до 17 лет Сиссоко участвовал в отборочном турнире к чемпионату Европы 2006. Однако сборная Франции не смогла отобраться на этот турнир, уступив в элитном раунде будущему финалисту — команде Чехии.
В сборной Франции до 19 лет Сиссоко дебютировал 28 октября 2007 года в отборочном матче чемпионата Европы с Люксембургом, завершившемся победой французов со счётом 5:0. На сам чемпионат Европы французы опять не пробились, вновь уступив в элитном раунде будущим финалистам — на этот раз сборной Италии.
Первым матчем Сиссоко в молодёжной сборной стала товарищеская игра с Боснией и Герцеговиной 9 сентября 2008 года. 3 августа 2009 года Мусса Сиссоко впервые был вызван в сборную Франции на отборочный матч к мундиалю—2010 со сборной Фарерских островов.
В том матче Сиссоко не сыграл, но дебют его пришёлся всё-таки на игру против Фарер, которая состоялась 10 октября 2009 года. Полузащитник «Тулузы» заменил на 62-й минуте матча Жереми Тулалана. 14 октября 2009 года Сиссоко впервые вышел в стартовом составе национальной сборной — в матче всё того же отборочного цикла к ЧМ-2010 против команды Австрии. Игра, которую Сиссоко провёл на поле полностью, завершилась победой французов со счётом 3:1.
| Матчи Сиссоко за сборную Франции | Матчи Сиссоко за сборную Франции | Матчи Сиссоко за сборную Франции | Матчи Сиссоко за сборную Франции | Матчи Сиссоко за сборную Франции | Матчи Сиссоко за сборную Франции | Матчи Сиссоко за сборную Франции |
| №                                | Дата                             | Оппонент                         | Счёт                             | Голы Сиссоко                     | Соревнование                     |                                  |
| -------------------------------- | -------------------------------- | -------------------------------- | -------------------------------- | -------------------------------- | -------------------------------- | -------------------------------- |
| 1                                | 11 октября 2009                  | Фарерские острова                | 5:0                              | -                                | Отборочный матч ЧМ-2010          |                                  |
| 2                                | 15 октября 2009                  | Австрия                          | 3:1                              | -                                | Отборочный матч ЧМ-2010          |                                  |
| 3                                | 12 августа 2010                  | Норвегия                         | 1:2                              | -                                | Товарищеский матч                |                                  |
| 4                                | 13 октября 2012                  | Япония                           | 0:1                              | -                                | Товарищеский матч                |                                  |
| 5                                | 17 октября 2012                  | Испания                          | 1:1                              | -                                | Отборочный матч ЧМ-2014          |                                  |
| 6                                | 15 ноября 2012                   | Италия                           | 2:1                              | -                                | Товарищеский матч                |                                  |
| 7                                | 6 февраля 2013                   | Германия                         | 1:2                              | -                                | Товарищеский матч                |                                  |
| 8                                | 22 марта 2013                    | Грузия                           | 3:1                              | -                                | Отборочный матч ЧМ-2014          |                                  |
| 9                                | 26 марта 2013                    | Испания                          | 0:1                              | -                                | Отборочный матч ЧМ-2014          |                                  |

## Достижения
«Тоттенхэм Хотспур»
- Финалист Лиги чемпионов: 2018/19